# Aster (raketa zemlja-zrak)
Aster 15 i Aster 30 francusko-talijanska je obitelj raketa zemlja-zrak za sve vremenske uvjete. Naziv Aster je kratica za "Aérospatiale Terminale" (francuska tvrtka Aérospatiale bila je vodeći izvođač projekta prije nego što su njezine raketne aktivnosti spojene u MBDA). Također je inspiriran riječju "aster" (grčki: ἀστήρ), što na starogrčkom znači "zvijezda". Projektile kao i povezane oružane sustave proizvodi Eurosam, konzorcij koji se sastoji od MBDA Francuska, MBDA Italija (oboje sa zajedničkim udjelom od 66%) i Thales (drži 33%).
Projektili Aster razvijeni su za presretanje i uništavanje cijelog spektra zračnih prijetnji, od borbenih zrakoplova visokih performansi, bespilotnih letjelica i helikoptera do krstarećih, protuzračnih pa čak i nadzvučnih protubrodskih projektila. Osim toga, Aster 30 Block 1 i Block 1 NT dizajnirani su za suprotstavljanje balističkim projektilima.
Aster prvenstveno koriste Francuska, Italija te Ujedinjeno Kraljevstvo kao izvozni kupac, te je integrirana komponenta sustava protuzračne obrane PAAMS (poznatog u Kraljevskoj mornarici kao Sea Viper). Kao glavno oružje PAAMS-a, Aster oprema fregate klase Horizont u francuskoj i talijanskoj službi te britanske razarače tipa 45. Također oprema francuske i talijanske višenamjenske fregate FREMM, ali ne putem samog paketa protuzračne obrane PAAMS, već specifičnim francuskim i talijanskim derivatima sustava.

## Karakteristike
Trenutno postoje dvije verzije obitelji projektila Aster, inačica kratkog i srednjeg dometa, Aster 15, i inačica dugog dometa, Aster 30. Tijela projektila su identična; njihova razlika u dometu i brzini presretanja je zato što Aster 30 koristi mnogo veći prvi stupanj rakete, booster. Ukupne mase Astera 15 i Astera 30 jesu 310 kg odnosno 450 kg. Aster 15 ima duljinu od 4,2 m, što se penje na nešto manje od 5 m za Aster 30. Aster 15 ima promjer od 180 mm. S obzirom na veće dimenzije Astera 30, mornarički sustav zahtijeva duže cijevi vertikalnog lansirnog sustava (VLS), Sylver A50 ili A70. Dodatno, američki sustav za okomito lansiranje Mark 41 može primiti Aster 30.

### Varijante
- Aster 15 – obrana lokalnog područja
- Aster 30 Block 0 – brodska lokalna obrana i obrana šireg područja
- Aster 30 Block 1 – nadogradnja za presretanje balističkih projektila kratkog dometa (SRBM) klase 600 km.
- Aster 30 Block 1NT (nova tehnologija) – daljnja nadogradnja za presretanje balističkih projektila dometa od 1500 km (MRBM).
- Aster 30 Block 2 BMD – razvija se za antibalističku obranu od manevarskih projektila dometa 3000 km.

Aster 30 Block 1 koristi se na sustavu Eurosam SAMP/T kojim upravljaju francusko ratno zrakoplovstvo i talijanska vojska. Od 2014. varijantu Block 1NT razvija MBDA France, a financiraju je Francuska i Italija. U 2016. Ujedinjeno Kraljevstvo pokazalo je interes za kupnju verzije Block 1NT za svoje razarače Type 45 koji trenutno upravljaju Block 0. U 2022. Ujedinjeno Kraljevstvo je najavilo niz nadogradnji svojih razarača Type 45. To je uključivalo implementaciju verzije Block 1 za obranu od protubrodskih balističkih projektila.

## Raspoređivanje

### Pomorski sustavi
- Francuski nosač zrakoplova Charles de Gaulle
- Talijanski nosač zrakoplova Cavour
- Fregata klase Horizont
- Razarač tipa 45
- Višenamjenska fregata FREMM
- Fregata klase Formidable
- Fregata klase Al Riyadh
- Klasa Kalaat Béni Abbès
- Fregata za obranu i intervenciju
- Ophodni brod klase Thaon di Revel

### Zemaljski sustavi
Eurosam je ugradio Aster 30 u mobilni SAM sustav, ispunjavajući zahtjeve zračne obrane/zaštite na zemlji. Dolazi u obliku Sol-Air Moyenne-Portée/Terrestre, poznatijeg kao SAMP/T. Sustav koristi mrežu radara i senzora, uključujući 3D radar s fazno upravljanim antenskim nizom, što mu omogućuje da bude učinkovit protiv raznih zračnih prijetnji poput zrakoplova, taktičkih balističkih projektila, krstarećih projektila. SAMP/T koristi nadograđenu verziju radara dugog dometa Arabel, razvijenog u sklopu programa nadogradnje Aster 30 block 1, kako bi se proširila sposobnost sustava protiv ciljeva većih brzina i viših visina. Aster 30 Block 1 može presresti projektile dometa od 600 km (balističke rakete kratkog dometa).

## Tehnički podaci
Masa
Aster 15: 310 kg
Aster 30: 450 kg
Duljina
Aster 15: 4,2 m
Aster 30: 4,9 m
Promjer
Aster 15 & 30: 180 mm
Bojna glava15 kg fokusirana fragmentirana bojna glava s 2 m smrtonosnog radijusa
Operativni domet
Aster 15: Preko 30 km
Aster 30: Preko 120 km
Aster 30 Block 1 NT: Preko 150 km
Aster 30 (Singapur): Preko 70 km
Visina leta
Aster 15: 13 km
Aster 30: 20 km
Najveća brzina
Astera 15: 3 Macha (1000 m/s)
Aster 30: 4,5 Macha (1400 m/s)
Platforma
Pomorske platforme (PAAMS)
Kopnene platforme (SAMP/T)